# Systropha kazakhstaniensis
Systropha kazakhstaniensis is een vliesvleugelig insect uit de familie Halictidae. De wetenschappelijke naam van de soort is voor het eerst geldig gepubliceerd in 2004 door Patiny.